# 非洲大陸自由貿易協定
《非洲大陸自由貿易協定》（African Continental Free Trade Agreement）是一份由非洲聯盟提出，經44個非洲國家簽署的貿易協定，旨在促進非洲國家形成區域單一市場。2018年3月21日44個非洲國家代表在非洲聯盟輪值主席國盧安達首都吉佳利完成簽字儀式。

## 協定
過去非洲國家主要倚賴出口可可、香蕉、石油、金屬礦物等原物料發展國家經濟，且大多是跨洲貿易，極易受國際物價影響；非洲各國工業產品又競爭不過歐美、東亞國家，難以發展。在非洲大陸上一共有8個區域經濟共同體，各共同體間的制度差異太大，成為非洲洲內貿易的阻礙。因此，非洲聯盟在2012年提出《非洲大陸自由貿易協定》構想，2015年開啟談判，並於2018年3月21日完成44個非洲國家的簽字儀式。協議各國承諾儘力促成洲內自由貿易，消除關稅、貿易障礙，促進各國商品、勞動力與資本自由流動，實現「非洲經濟共同體」的目標。
2019年7月在非洲聯盟55個會員國中，僅剩1個國家厄利垂亞並未加入協議。南非共和國總統表態支持，南非議會於2018年12月批准，西非奈及利亞因國內企業與工會聯合反對，但2019年7月總統布哈里（Muhammadu Buhari）和貝南共和國總統塔隆（Patrice Talon）同意簽屬。在《非洲大陸自由貿易協定》簽訂後，非洲各國是否能維持洲內各區域經濟平衡，也是一大問題。例如肯亞工業發展較佳，鄰近各國人才、資源容易往該國流動，造成富國越富、窮國越窮的情況，反而違背促進經濟發展的本意。